# Макиладора
Макиладо́ра (исп. maquiladora «такса за помол муки») — промышленное предприятие с явными признаками международного разделения труда, использующее дешёвую рабочую силу страны "третьего мира". Чаще всего этот термин используется для описания ориентированных на экспорт в США сборочных предприятий в Мексике, расположенных, как правило, в непосредственной близости от американо-мексиканской границы.

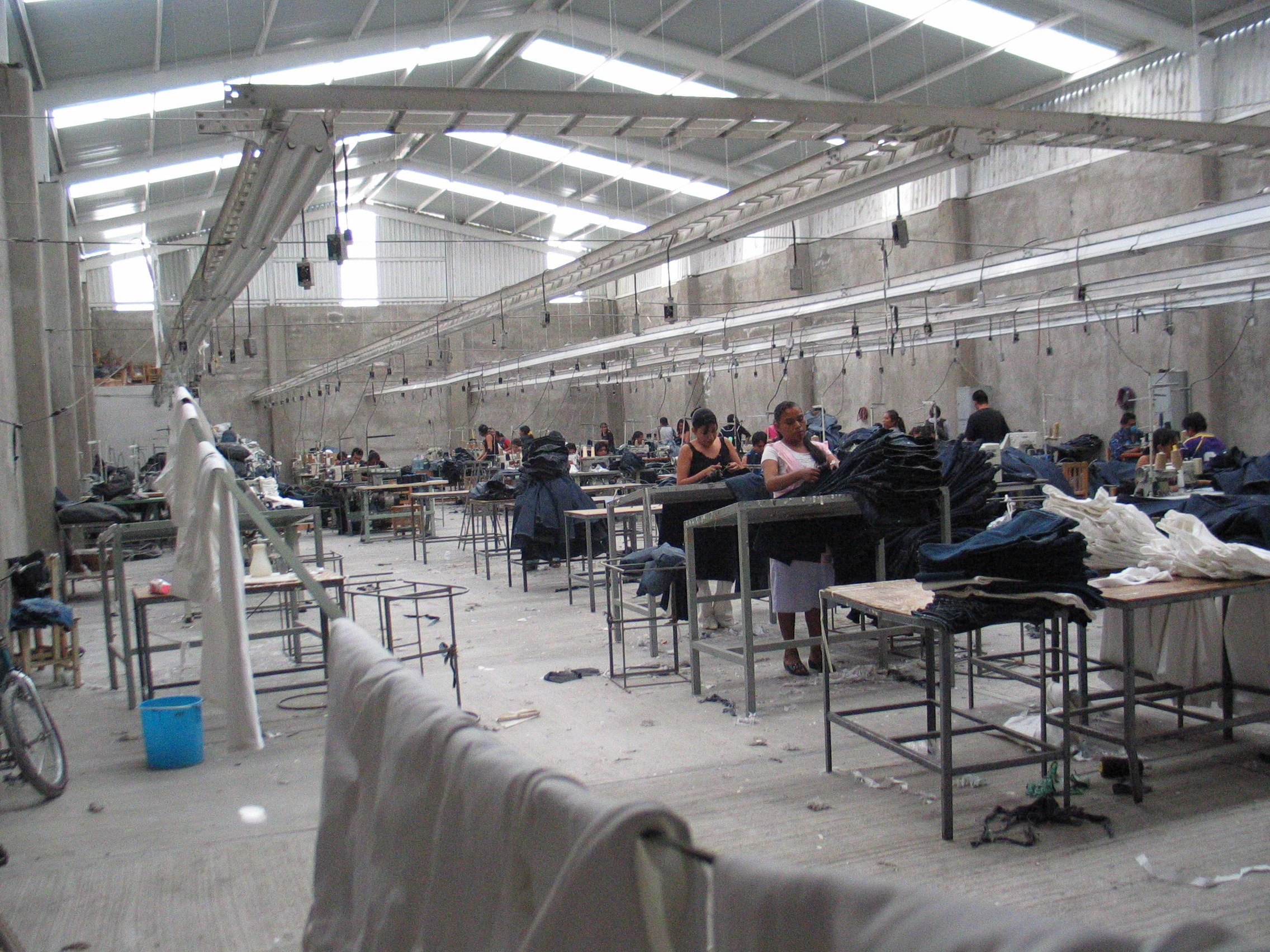
Макиладора в Мексике

## Происхождение термина
Слово макиладора имеет испанское происхождение и означает «такса/плата за помол муки, которую крестьяне в округе отдавали мельнику за помол зерна».

## Географическое распространение
Хотя термин произошёл именно в Мексике в результате торгово-экономических контактов с США, в настоящее время он также иногда и всё чаще употребляется и в отношении американских (а также других европейских, японских и пр.) сборочных предприятий расположенных в Китае, Вьетнаме, странах Латинской Америки и т. д.

## Основание макиладор в Мексике
Первые макиладоры были открыты в Мексике американскими компаниями ещё в 1960-х гг, а к середине 1980-х эта отрасль производства стала второй по вкладу в мексиканский ВВП после продажи нефти. С 1973 года макиладоры обеспечивали до 50 % мексиканского экспорта.
В последнее время Китай начал сам размещать свои заводы в странах третьего мира.

## ЗначениеНАФТА
Вступление Мексики в НАФТА в 1994 году стало дополнительным стимулом для развития макиладор в этой стране. Большинство из них появилось прямо у границы с США. Сборочные части ввозились в Мексику из США на беспошлинной, бестарифной основе, затем собирались мексиканцами приблизительно за 1/6 американской минимальной почасовой оплаты труда (т.е примерно за 1 доллар в час вместо 5-6 долларов за аналогичную работу в США). В северные районы и приграничные города Мексики скоро потянулись сотни тысяч мигрантов из малообеспеченных южных регионов страны для работы на фабриках. Готовая продукция вывозилась большей частью в США и Канаду, или продавалась в Мексике.

## Золотой век Макиладор 1995—2000
Своего наивысшего расцвета подобный тип международной торговли достиг в пятилетку между 1994—2000 годами, когда макиладоры производили до 25 % ВВП страны и дали работу 17 % всего экономически активного населения. Постепенно, однако, начиная с 2000 года макиладоры Мексики начали приходить в упадок.

## Критика
После нескольких десятилетий расцвета макиладор в Мексике стала очевидна их неспособность принести стране долгосрочное благосостояние по ряду причин. Во-первых, их появление и эксплуатация носили явно полуколониальный характер, заметный в отношениях США и Мексики. Так, макиладоры принадлежали США, а значит основная прибыль этих предприятий также направлялась в США, которые не были заинтересованы ни в улучшении жизненного уровня, ни в росте конкурентоспособности этой страны, так как это бы привело к росту заработной платы, что в свою очередь поставило под удар саму идею макиладор, базирующуюся на эксплуатации дешёвой малообразованной рабочей силы. Зарплата, которую платили на макиладорах, была мизерной даже по мексиканским стандартам и не привела к улучшению благосостояния населения. Вскоре, многие из приграничных рабочих-мигрантов с юга страны, сами решали перебраться в США, зачастую на нелегальной основе. Кроме того, на предприятиях, где в основном работают мексиканские женщины, зафиксированы случаи сексуальной эксплуатации и домогательств со стороны начальства.

## Упадок макиладор
Макиладоры в Мексике начали переживать серьёзный упадок в связи с нарастанием конкуренции со стороны КНР, Южной Кореи, Вьетнама и других стран азиатско-тихоокеанского региона. Так, в 2002 году около 529 подобных предприятий (8,2 % их общего числа) в Мексике было закрыто или переведено в Китай и данная тенденция сохраняется. Тем не менее, в стране и сейчас сохраняется около 3 тысяч подобных предприятий, расположенных вдоль трёхтысячекилометровой американо-мексиканской границы, на которых занято около миллиона мексиканцев. Макиладоры импортируют сборочных материалов ежегодно на 51 млрд долларов и обеспечивают до 45 % мексиканского экспорта. К настоящему времени, однако, макиладоры уступили второе место в составе ВВП денежным переводам мексиканцев из США и в настоящее время находятся на третьем месте. Детальный анализ показывает, что причиной упадка макиладор в Мексике служит отнюдь не то, что рабочая сила в Китае дешевле. Наоборот, в Мексике она не дороже, а скорее ещё дешевле китайской, поскольку образовательный уровень мексиканцев в целом даже ниже, чем китайцев. Настоящая причина кроется даже не в количественном преобладании (население Вьетнама, Тайваня и Южной Кореи гораздо меньше мексиканского), а в качестве рабочей силы - большей организованности труда и повышенной трудоспособности работников стран азиатско-тихоокеанского региона.